# Aurora el Paraíso
Aurora el Paraíso är en ort i Mexiko.   Den ligger i kommunen Chilón och delstaten Chiapas, i den sydöstra delen av landet, 800 km öster om huvudstaden Mexico City. Aurora el Paraíso ligger 1 529 meter över havet och antalet invånare är 136.
Terrängen runt Aurora el Paraíso är kuperad åt sydost, men åt nordväst är den bergig. Runt Aurora el Paraíso är det ganska tätbefolkat, med 129 invånare per kvadratkilometer. Närmaste större samhälle är Yajalón, 4,6 km nordost om Aurora el Paraíso. Omgivningarna runt Aurora el Paraíso är en mosaik av jordbruksmark och naturlig växtlighet.